# Eupogonius griseus
Eupogonius griseus là một loài bọ cánh cứng trong họ Cerambycidae.